# Satsuki Yoshino
Pour les articles homonymes, voir Yoshino.
ヨシノ サツキ
Œuvres principales
- Barakamon

Satsuki Yoshino (ヨシノ サツキ, Yoshino Satsuki), née le 25 mai 1985 à Gotō, dans la préfecture de Nagasaki, est une mangaka japonaise.

## Œuvre
- 2005 : Sorudosouru 500 (ソルドソウル500?) (Gangan Powered, Square Enix)
- 2005 : Sugawara danshi hīrō-bu (菅原男子ヒーロー部?) (Gangan Powered)
- 2006 : Noraneko gen zō (野良猫弦造?) (Gangan Powered)
- 2006 - 2010 : Seiken densetsu PRINCESSofMANA (聖剣伝説 PRINCESSofMANA?) (Gangan Powered → Gangan Online, 5 tomes)
- 2008 : Hodzuki kinsei 10 + (宝月謹製 10+?) (Monthly GFantasy)
- 2008 : Papurika pīman tōgarashi (パプリカ・ピーマン・トウガラシ?) (Monthly Shōnen Gangan)
- 2009 - 2018 : Barakamon (ばらかもん?) (Gangan Powered → Monthly Shōnen Gangan, 18 tomes)
- 2010 : Mishika ka! (みしかか!?) (Gangan Online)
- 2013 - 2016 : Handa-kun (はんだくん?) (Monthly Shōnen Gangan, 7 tomes)
- 2019 - 2020 : Slice of Life (ヨシノズイカラ, Yoshinozuikara?) (Monthly Shōnen Gangan, 3 tomes)
- 2020 - 2022 : 18 Eighteen (18 エイティーン?) (Monthly Shōnen Gangan, 3 tomes)